# Warhammer 40,000: Dawn of War - Soulstorm
Warhammer 40,000: Dawn of War - Soulstorm est la troisième et dernière extension du jeu vidéo Dawn of War (après Winter Assault et Dark Crusade). Sortie en mars 2008, elle offre deux nouvelles races jouables : les Eldars Noirs, et les Sœurs de bataille, ainsi que de nouvelles unités pour les anciennes races. Comme Dark Crusade, Soulstorm est un stand-alone et peut donc être installé et utilisé en multijoueur sans nécessiter le jeu original Dawn of War. Cependant un joueur ne disposant que de Soulstorm ne pourra choisir qu'entre les deux nouvelles races pour le mode multijoueur (il pourra néanmoins y affronter les anciennes). La nouveauté du mode multijoueur vient du fait que les cartes de tous les opus précédents ont été incluses, ce qui porte le nombre total de cartes jouables à 114 avec les 29 nouvelles.
Comme les précédents opus, le jeu possède trois modes:
- une campagne solo, sur le modèle de Dark Crusade
- un mode « escarmouche » permettant de jouer sur des cartes, face à l'ordinateur
- un mode multijoueur

## Nouveautés du jeu

### Nouvelles races
À travers cette extension, les Eldars Noirs et les Sœurs de Bataille font leur apparition dans la saga jeu vidéo Dawn of War, aux côtés des sept races des précédents opus (Space Marines, Orks, Space Marines du Chaos, Eldars, Garde Impériale, Empire Tau, Nécrons).
Les Sœurs de Bataille, de leur vrai nom « guerrières de l'Adepta Sororitas », sont une faction de l'Impérium, plus précisément son Église (Ecclesiarchie), vénérant l'Empereur-Dieu de l'humanité. Leur but est de poursuivre et d'éliminer les hérétiques et les psykers renégats, ainsi que de convertir les humains des mondes habités au culte de l'Empereur-Dieu. Elles disposent d'armures énergétiques comme leurs frères Space Marines, mais pas d'améliorations cybernétiques ou génétiques comme ces derniers. Leurs armes sont principalement à base de lance-flammes. Elles disposent aussi de capacités spécifiques, appelées « actes de Foi ». Leur unité suprême est la Sainte Vivante, une guerrière géante ailée pouvant ressusciter si elle est tuée.
Les Eldars Noirs sont une faction pervertie des Eldars, organisés en groupe de pirates et de mercenaires, leur but principal étant de se battre. À l'origine, ils sont des Eldars ayant laissé libre cours à leur quête de plaisir, sans aucune limite. Ils engendrèrent ainsi un dieu du Chaos, Slaanesh, apportant la ruine au peuple Eldar. Vaincus, ils furent exilés sur leur monde Commorragh, et maudits par Slaanesh. Cette malédiction, la Soif, est à l'origine de leur goût pour boire les âmes des autres créatures. Pour poursuivre leur existence, ils font donc la guerre dans tout l'univers. Ils disposent de caractéristiques proches des Eldars. Leur unité suprême est le Trône de destruction, un véhicule qui protège les unités environnantes, attaque et dispose d'une capacité spéciale, la Faux Noire.

### Nouvelles unités
Chaque faction des autres opus dispose d'une nouvelle unité, une unité aérienne (restant constamment dans les airs et survolant le relief de la carte) pour la quasi-totalité des factions :
- pour la Garde Impériale : le bombardier Marauder, efficace contre les cibles terrestres grâce à des grenades incendiaires, explosives et des fumigènes.
- pour les Space Marines : le Land Speeder Tempest, version lourde et volante du Land Speeder, efficace contre l'infanterie et les véhicules (sur amélioration).
- pour les Orks : le bombardier Chassa Bombaz disposant d'une puissance de feu très importante et d'un missile air-sol de longue portée.
- pour l'Empire Tau : le chasseur lourd Barracuda, efficace contre les véhicules.
- pour les Eldars : le chasseur Nightwing, efficace contre l'infanterie.
- pour le Chaos : le chasseur Hell Talon, efficace contre l'infanterie. Dispose d'une grenade bactériologique pour éliminer les groupes d'infanteries et infanteries lourdes.

Les Nécrons quant à eux disposent d'une nouvelle et deuxième transformation temporaire pour leur seigneur, l'Essence du Deceiver. Cette capacité, transforme le seigneur nécron en Essence du Deceiver, unité ne faisant pas ou peu de dommages, mais capable d'invoquer un faux monolithe restauré et de prendre le contrôle temporaire d'unités ennemies. Il peut également réduire fortement la défense de la cible. Par contre une unité du précédent opus a été modifiée : les Scarabées d'Attaque du Mécarachnide sont à présent des unités aériennes, uniquement capables d'attaquer les autres unités aériennes.
L'unité aérienne des Sœurs de Bataille est le chasseur Lightning, efficace contre les unités d'infanteries, d'infanteries lourdes et les véhicules légers. Les Eldars Noirs disposent eux du Raven, efficace contre l'infanterie.

### Nouvelles ressources
Chacune des deux nouvelles races dispose d'une nouvelle ressource qui lui est propre :
- Les Sœurs de Bataille disposent de la ressource « Foi ». Celle-ci se récupère en mettant des « Saintes Icônes » sur leurs avant-postes (5 maximum) ainsi qu'en invoquant certaines unités dites « ferventes ». Cette ressource permet à certaines unités d'utiliser sept capacités spéciales, appelées Actes de Foi :
  - deux pour la Chanoinesse :
    - aveugler les ennemis (Lumière purificatrice),
    - invoquer des unités temporaires invulnérables (Assomption),

  - deux pour le Confesseur :
    - étourdissement d'une escouade ennemie (Édit saint),
    - vague de dégâts (Colère de l'Empereur),

  - trois pour le Missionnaire :
  - soin d'un groupe (Imposition des mains),
  - amplification des dégâts d'une escouade et pluie de dégâts (Représailles divines),
  - armes spéciales pour une escouade (Toucher de l'Empereur).

- Les Eldars Noirs disposent eux de la ressource « Essence des âmes », récoltée par l'unité de construction: l'esclave torturé et le véhicule de combat rapproché: le Talos. Cette ressource leur permet d'utiliser sur toutes les cibles visibles du terrain six capacités spéciales accessibles par une barre spécifique en bas de l'écran:
  - Vue perçante : détection des unités infiltrées accordée temporairement à une escouade ou un véhicule
  - Hurlements des Damnés : démoralisation temporaire de toutes les unités ennemies
  - Déchirure d'âme : neutralisation des capacités de l'unité ciblé
  - Corrosion : création d'un nuage qui augmente les dégâts reçus pour toute unité ennemie se trouvant dedans
  - Rage renouvelée : recharge instantanément les capacités de l'unité ciblée
  - Tempête d'Âme : création d'une zone de dégâts pouvant se déplacer. Elle touche les unités ennemies mais aussi amies.

## Campagne solo
La campagne solo de Soulstorm est similaire à la campagne solo de Dark Crusade; il s'agit de prendre le contrôle complet d'une carte, divisée en territoires, en éliminant les factions adverses. Seulement cette fois-ci, il ne s'agit plus de la carte d'une planète (Kronus dans Dark Crusade), mais d'un système planétaire, Kaurava, composé de quatre planètes et trois satellites. Chaque planète est divisée en plusieurs territoires, les satellites ne formant qu'un seul territoire.
Le joueur incarne l'une des neuf factions en présence :
- le 252e régiment Conservator de Kaurava de la Garde Impériale, dirigé par le Général Vance Stubbs,
- la 9e compagnie des Blood Ravens (Space Marines) dirigé par le Frère-capitaine Indrick Boreale,
- l'Ordre Sacré de la Rose (Sœurs de Bataille) dirigé par la Chanoinesse Selena Agna,
- la Waaagh ! des Orks dirigée par le Big Boss Gorgutz,
- L'armée Falshia de l'Empire Tau, dirigée par le Général Or'es'ka,
- les Eldars dirigés par la Prophétesse Caerys du Vaisseau-monde Ulthwé,
- la Légion Nécron de Kaurava III dirigée par le Seigneur Nécron,
- l'Alpha Legion (Chaos) dirigée par le Seigneur du Chaos Firraveus Carron,
- les Eldars Noirs dirigés par le Grand Voïvode Tahril de la Cabale du Cœur Noir.

### Histoire
Kaurava est un système planétaire sous l'emprise de la Garde Impériale. Trois races y vivent depuis longtemps :
- la Garde Impériale, maîtresse supposée du système,
- les Orks de Kaurava II que la Garde Impériale n'a jamais réussi à éradiquer,
- les Nécrons, enfouis dans les sables de Kaurava III depuis des milliers d'années.

L'apparition récente d'une tempête Warp à la périphérie du système planétaire va cependant profondément troubler l'ordre établi. En effet, toutes les factions vont fondre sur le système à la suite de cet événement. Les Nécrons, sûrement troublés par les tumultes de la tempête, se sont réveillés sur Kaurava III. En réponse à cela, les Eldars y sont revenus pour éradiquer leurs ennemis de toujours. Les Space Marines, super-soldats de l’Imperium, ont été envoyés pour purger le système de Kaurava de la menace Ork et de la présence du Chaos. Les Tau se sont installés sur une des lunes du système ; sur cette lune, ils ont bâti une grande forteresse, puis l'ont armé d'un canon capable de toucher tout territoire du système. Les Eldars noirs sont sortis furtivement des profondeurs oppacte de la toile sur la lune de Lacunae de Kaurava IV ; sur place, ils modifièrent le portail afin d'être les seuls à pouvoir s'en servir. Les dernières arrivantes sont les sœurs de Batailles installées sur Kaurava I.
La paix est désormais révolue et chaque race compte bien conquérir le système.

### Déroulement de la campagne
Au début de la campagne, le joueur contrôle un seul territoire, tandis que les autres factions en occupent trois, voire quatre. Le but de la campagne est de conquérir le système planétaire en éliminant les autres factions. Pour éliminer une faction, il suffit de conquérir le territoire où se trouve son quartier général (des territoires pouvant rester sous le contrôle de ses armées, mais cette faction n'est alors plus active et ne peut plus attaquer). Chaque territoire conquis apporte une ressource, la réquisition planétaire, permettant de renforcer ses territoires (bâtiments, troupes) ainsi que d'autres bonus (entre autres, unités de la garde d'Honneur - garde du chef de guerre). Après certains accomplissements (1 conquête, 5 conquêtes, 15 conquêtes, 1 défense, 3 défenses, 5 défenses, 3 races éliminés, 2 000 victimes, 5 000 victimes, un ratio d'une unité perdue pour trois tuées) il est possible de personnaliser son chef de guerre grâce à l'ajout d'une pièce d'armure ou d'une arme appelée « matériel », améliorant ses caractéristiques de combat et modifiant son aspect.
Le jeu est divisé en deux modes différents :
- Le mode carte du système, permettant de visualiser l'ensemble du système. C'est un mode en tour par tour. À chaque tour, le joueur reçoit un certain nombre de points de réquisition planétaire correspondant aux territoires qu'il contrôle. Lors de son tour, le joueur peut dépenser ses points de réquisition planétaire en renforçant ses territoires et sa garde d'Honneur (garde du chef de guerre), et déplacer son armée une fois :
  - soit sur un territoire ami adjacent au territoire où elle se trouvait
  - soit sur un territoire adjacent sous le contrôle d'une faction adverse, et ainsi déclencher l'assaut de ce territoire.

- Le mode stratégie en temps réel (STR). Ce mode est déclenché si au cours de son tour le joueur déclenche un assaut sur un territoire ennemi, ou si une autre faction au cours de son tour attaque un territoire du joueur et que celui-ci décide de se défendre (et non pas de laisser s'auto-résoudre le combat). Il s'agit du mode de jeu habituel de Dawn of War, où le joueur débute sur une carte avec un quartier général, une unité de construction, son chef de guerre (éventuellement entouré de sa garde d'Honneur) et doit remplir un objectif :
  - annihilation, objectif le plus usuel, où le joueur doit détruire toutes les unités et bâtiments de son (ses) adversaire(s)
  - capturer et tenir, sur les territoires disposant d'une porte antique, où le joueur doit capturer plus de la moitié des objectifs stratégiques, et les tenir pendant 6 minutes.

Une fois l'objectif atteint par le joueur ou la faction rivale, le jeu repasse en mode carte. Une fois le tour du joueur achevé, les huit autres factions font la même chose, chacune son tour.

### Particularités de la campagne
Bien que la campagne soit similaire dans son principe à celle du précédent add-on, Dark Crusade, il existe certaines différences avec cette dernière.
- Les bâtiments construits en mode stratégie en temps réel (conquête ou de la défense d'un territoire) ne réapparaissent pas dans le cas d'une future défense, où seul un quartier général apparaitra. Il est cependant possible de renforcer le territoire par l'achat de quelques bâtiments de « garnison » (caserne ou assimilé, générateur d'énergie - de 1 à 4 -, tourelle de défense - dépendant de la faction, de 1 à 4 -, et un bâtiment technologique - dépendant de la faction) présent au début du combat. Il reste possible d'acheter des unités de combat pour défendre un territoire (unités de garnison).
- Si un territoire se trouve enclavé au milieu de territoires adverses, il se trouve privé de lignes logistiques et ne fournit à la faction qui le contrôle plus qu'une fraction de la réquisition planétaire qu'il donne habituellement.
- Pour se déplacer d'un territoire à un autre il suffit de se déplacer de territoire adjacent en territoire adjacent. Mais pour changer de planète, il faut contrôler et se déplacer par un territoire disposant d'une porte antique. Chaque planète dispose (elle-même ou son satellite) d'une voire deux portes antiques reliés à une ou deux autres portes. Il n'est possible de se déplacer qu'entre portes reliées entre elles.
- Dans Dark Crusade, certains territoires donnaient un bonus spécial à la faction qui le contrôlait: possibilité de faire deux déplacements/attaques par tour, bonus de ressources au début d'une partie STR, possibilité d'avoir certains bâtiments au début d'une partie STR, possibilité de se déplacer vers ou d'attaquer un territoire non adjacent, ou diminution du coût en réquisition planétaire des troupes de défense. Ces bonus ont plus ou moins disparu dans Soulstorm, et ont été remplacés par un bonus par faction. Chaque faction possède un bonus particulier, et la faction qui vainc une autre faction remporte son bonus.
  - Les Space Marines disposent de la capacité « escouades de Frappe en profondeur » qui leur permet d'envoyer des troupes supplémentaires lors d'un assaut et qui apparaissent au début de la partie STR. Ces troupes sont réquisitionnées dans la forteresse des Space Marines et coûtent des points de réquisition planétaire. Si l'assaut réussit, elles retournent à la forteresse, sinon elles meurent (si vous jouez une autre faction et que vous avez vaincu les Space Marines, le réquisitionnement des unités pour la "frappe en profondeur" se fait dans votre propre capitale).
  - Les Orks disposent de la capacité « croissance rapide de la population » qui fait augmenter au bout d'un certain nombre de tours la garnison des territoires occupés.
  - Les Eldars disposent de la capacité « marche rapide » qui leur permet de se déplacer de trois territoires par tour (mais de n'attaquer qu'une seule fois).
  - Les Space Marines du chaos disposent de la capacité « dispense de lignes logistiques » qui permet à un territoire enclavé de continuer à fournir la totalité de réquisition planétaire.
  - La Garde Impériale dispose de la capacité « coûts de production réduits » réduisant les coûts en réquisition planétaire des unités et bâtiments en garnison.
  - Les Tau disposent de la capacité « canon Ar'Ka » qui leur permet de bombarder le territoire qu'ils attaquent, et d'en affaiblir les défenses en tuant une partie de la garnison qui s'y trouve.
  - Les Necrons disposent de la capacité « récupération de troupes » qui leur donne une chance de faire ressusciter les membres de la garde d'Honneur (garde du chef de guerre) tombés au combat
  - Les Eldars Noirs disposent de la capacité « raids à l'aide d'une porte antique » qui leur permet de se déplacer à partir d'une porte antique vers n'importe quelle autre porte antique.
  - Les Sœurs de Bataille disposent de la capacité « bases avancées » qui leur permet d'acheter des bâtiments (avec des points de réquisition planétaire) qui apparaitra sur un territoire qu'elles attaquent. Si l'attaque réussit, ces bâtiments resteront en garnison.

## Créateur d'armées
Il existe aussi un outil pour créer et personnaliser les armées nommé « Créateur d'armées ». Les couleurs des personnages peuvent alors être modifiées ainsi que le nom, l'insigne et la bannière de l'armée.

## Accueil
| Soulstorm             |      |        |
| Média                 | Pays | Notes  |
| Cyber Stratège        | FR   | 7/10   |
| Eurogamer             | US   | 6/10   |
| GameSpot              | US   | 65 %   |
| IGN                   | US   | 70 %   |
| Jeuxvideo.com         | FR   | 16/20  |
| Joystick              | FR   | 6/10   |
| Compilations de notes |      |        |
| Metacritic            | US   | 73 %   |
| GameRankings          | US   | 74,2 % |